# Grigorij Nikolaevič Potanin
Grigorij Nikolaevič Potanin (in russo Григорий Николаевич Потанин?; 4 ottobre 1835 – Tomsk, 6 giugno 1920) è stato un esploratore, orientalista ed etnografo russo.
Fu un esploratore dell'epoca vittoriana dell'Asia centrale, nonché il primo a catalogare molte delle piante native della zona. In patria Potanin fu scrittore ed attivista politico allineato al movimento separatista siberiano. L'asteroide 9915 Potanin, scoperto nel 1977, ne porta il nome.

## Biografia

### Gioventù
Potanin frequentò il Page Corps ad Omsk, una scuola militare per figli di famiglie facoltose.
Potanin visitò la prima volta la Siberia mentre era arruolato con una divisione di Cosacchi ad Altaj negli anni 1850. Tornò a San Pietroburgo nel 1858 per studiare fisica matematica. Fu arrestato per il suo coinvolgimento nelle dimostrazioni studentesche del 1861, e fu espulso dall'università statale di San Pietroburgo. Dopo aver passato tre mesi nella fortezza Petropavlovskaja fece ritorno in Siberia.
Dopo aver lasciato la prigione viaggiò in Siberia con Nikolaj Jadrincev ed iniziò a lavorare come editore. A causa del suo sostegno ai diritti per i siberiani fu arrestato con l'accusa di aver sostenuto l'indipendentismo della Siberia nel 1867. Fu condannato a tre anni di prigione e quindici di lavoro forzato. Il lavoro forzato fu poi ridotto a cinque anni durante i quali scrisse un libro sulla storia della Siberia.
Nel 1876 Potanin guidò una spedizione in Mongolia, affiancato dalla moglie Aleksandra. La spedizione passò l'inverno del 1876-1877 a Hovd, particolarmente al freddo e con poche provviste. Qui la spedizione raccolse vari specimen biologici e condusse ricerche ethnologiche. La spedizione fu divisa in due parti al momento della partenza a metà marzo 1877. Alcuni membri si recarono a Han-Chai, mentre Potanin ed altri si diressero a Hami e Uliastaj.

### Spedizione del 1884-1886
Potatin si recò in Cina settentrionale dal 1884 al 1886 con Augustus Ivonovitch Skassi. La spedizione partì da Pechino il 13 maggio 1884, ed attraversò i monti U-tai-shan fino a giungere a Hohhot. La spedizione ripartì da Hohhot superando il fiume Giallo ed entrando nel deserto Ordos. Raggiunsero le rovine di Borobalgassun e da qui Lang-chau. Incontrò i turchi Salar e Potanin registrò informazioni sulla loro lingua. Passò del tempo annotando le pratiche culturali dei mongoli Amdos. Il gruppo viaggiò poi a Si-ning incontrando il governatore, il quale autorizzò il loro viaggio in Tibet orientale. Partirono da Si-ning dirigendosi a Ming-chau, attraversando l'altopiano del Tibet dove presero appunti sulla vegetazione locale. La spedizione visitò Gui-dui, Bóunan, Labrang e Josi prima di raggiungere Ming-chau. La spedizione finì le provviste a Sung-pang-ting e fece ritorno a Lang-chau, fermandosi a Lung-an-fu, Ven-hsien, Tse-chau, Hung-chang-fu e Di-dao. Passarono l'inverno del 1885 nel monastero Kumbum prima di tornare in Russia.
Fu il primo occidentale a parlare delle lingue Yugur orientale e Yugur occidentale, stilando un glossario pubblicato nel 1893 nel suo libro riguardante la spedizione, Tangutsko-Tibetskaia okraina Kitaia i tsentral' naia Mongoliia (I confini tangut-tibetani di Cina e Mongolia centrale).  Il libro contiene anche un glossario linguistico della lingua salar.

### Vecchiaia
Nel 1889 Potanin guidò il gruppo che fondò la prima università dell'Asia russa, l'università statale di Tomsk, a Tomsk.
Potanin fu arrestato nel 1905 per il suo sostegno alla rivoluzione russa del 1905.
Potanin fu uno dei capi della oblastniki che richiedeva una certa autonomia governativa per la Siberia, ma il movimento mancava di organizzazione e fu limitato ad un piccolo gruppo di intellettuali facenti parte principalmente dell'università di Tomsk. Fu qui che organizzarono una Conferenza Regionale nell'agosto 1917, ed un Congresso ad ottobre per stilare la Costituzione di una Siberia autonoma. Potanin fu eletto presidente del governo provvisorio della Siberia autonoma l'8 dicembre 1918 a Tomsk da parte dei delegati dei maggiori centri della Siberia. Questa assemblea fu però ampiamente dominata dagli Esery (Social Rivoluzionari, SRs), e Potanin si risentì per essere stato usato come una mera facciata, il che lo portò a dare le dimissioni per protesta il 12 gennaio 1918 quando si riunì la prima volta la Siboduma. In seguito abbandonò l'idea dell'autonomia siberiana a favore di una forte autorità centrale in grado di ripristinare l'ordine e sconfiggere i bolscevichi. I membri della Siboduma furono dispersi o accerchiati dalle Guardie Rosse locali la notte del 25-26 gennaio 1918. Potanin morì a Tomsk nel giugno 1920.
Potaninskaya Street a Novosibirsk, in Russia, porta il suo nome.